# Merrillville (Indiana)
Merrillville ist eine Town im Ross Township des Lake County im US-Bundesstaat Indiana. Die Einwohnerzahl beträgt 36.444 (Stand 2020). Die Siedlung ist Teil der Metropolregion Chicago.

## Geschichte
Merrillville befindet sich auf einem ehemaligen Waldgebiet der Potawatomi-Indianer. Im Jahr 1834 wurde eine Lichtung für zeremonielle Zwecke angelegt und McGwinn Village genannt. Ein Jahr später ließ sich ein Mann, Jeremiah Wiggins, an diesem Ort nieder; aus McGwinn Village wurde Wiggins Point.
Wiggins Point wurde ein bekannter Halt für Wagenzüge, die entlang des Sauk Trail (auch Sac Trail genannt), einem alten Indianerpfad, nach Joliet, Illinois, zogen. Zu einer Zeit gingen 16 Trails von Wiggins Point aus. Im Jahr 1838 starb Wiggins. Einige Zeit danach benannten die örtlichen Siedler den Ort in Centerville um. Später wurde er nach den Brüdern Dudley und William Merrill in Merrillville umbenannt. Dudley Merrill betrieb in Centerville ein Hotel und einen Laden, sein Sohn John P. Merrill war ein Township Trustee.
In der Nähe, in denselben ehemaligen Potawatomi-Jagdgebieten, waren weitere Siedlungen entstanden. In der Nähe des Deep River Creek gab es eine Siedlung mit dem Namen Deep River; in der Nähe des Turkey Creek befand sich eine weitere Siedlung mit dem Namen dieses Baches. Andere waren Ainsworth, Lottaville und Rexville. Zu einer Zeit hieß das Postamt für dieses Gebiet Lottaville.
Im Jahr 1848 wurden alle diese Siedlungen, einschließlich Merrillville (das alte McGwinn Village), zu einer zusammengefasst und Ross Township genannt. Im Laufe der Zeit wurden Teile von Ross Township genommen, um Hobart und Crown Point zu gründen.
Im Jahr 1971 wurde das Gebiet offiziell zu Merrillville (das nun das alte Merrillville sowie andere Siedlungen in der Nähe umfasst) und wurde als Town nach dem Recht von Indiana gegründet. Während dieser Zeit war der Großteil des Wachstums der Stadt auf die Flucht der weißen Mittelschicht aus Gary zurückzuführen.

## Demografie
Nach einer Schätzung von 2019 leben in Merrillville 34.792 Menschen. Die Bevölkerung teilt sich im selben Jahr auf in 42,5 % Weiße, 42,5 % Afroamerikaner, 0,3 % amerikanische Ureinwohner, 1,2 % Asiaten, 0,1 % Ozeanier und 6,0 % mit zwei oder mehr Ethnizitäten. Hispanics oder Latinos aller Ethnien machten 16,4 % der Bevölkerung aus. Das mittlere Haushaltseinkommen lag bei 60.803 US-Dollar und die Armutsquote bei 13,2 %.

## Wirtschaft
Merrillville ist ein Zentrum des Einzelhandels im Nordwesten von Indiana. Der US 30-Korridor zwischen Taft Street und Colorado Street beherbergt eine große Konzentration von großen Einzelhändlern, Hotels, Restaurants und Autohäusern.
Ameriplex at the Crossroads, ein Industrie- und Technologiepark, wurde 2005 am Broadway zwischen 93rd Avenue und 101st Avenue eröffnet. Das Gebiet ist als Indiana Certified Technology Park ausgewiesen und umfasst ein Gründerzentrum und ein Technologiezentrum, das von der Purdue Research Foundation betrieben wird.
Das Versorgungsunternehmen NiSource hat seinen Hauptsitz in Merrillville.

## Persönlichkeiten
- Karen McDougal (* 1971), Schauspielerin und Fotomodell
- David Neville (* 1984), Leichtathlet
- Andrew J. West (* 1986), Schauspieler
- Lynna Irby-Jackson (* 1998), Sprinterin